# 魔神英雄伝ワタル外伝
『魔神英雄伝ワタル外伝』（ましんえいゆうでんワタルがいでん）は、1990年3月23日にハドソンから発売されたファミリーコンピュータ用ゲームソフト。
テレビアニメ『魔神英雄伝ワタル』（1988年 - 1989年）を題材にしたアクションロールプレイングゲーム。ストーリーはオリジナルだが若干本編とリンクしている部分もある。
開発はウエストン ビット エンタテインメント。

## ゲーム内容

### システム
マップ画面ではロールプレイングゲーム、バトル画面では横画面アクションゲームの形を取る複合システム型のアクションRPGとなっている。マップ画面では主人公を操作し、町やフィールド、ダンジョンなどを探索したりしてゲームを進めてゆく。プレイヤーは使用する魔神(マシン)、ソード、シールドを選択することでステータスが変化し、より強力なものを装備することでバトルを有利に進めることができるようになる。また、冒険の最中に「まどうしょ」を入手できる場合があり、使用することでまどうしょに対応した魔法を習得することができるようになる。魔法は戦闘だけでなくマップ画面でも効果を発揮するものがあり、中にはゲームの進行上習得が必須の物も存在する。

### 戦闘
フィールド画面やダンジョンなどを探索していると敵が出現することがあり、プレイヤーは直接魔神を操作して戦闘を行う。Aボタンはジャンプ、Bボタンは攻撃、セレクトボタンとスタートボタンは魔法やアイテムに対応しており、十字キーで左右に移動しながらアクションゲーム形式で敵と戦う。
ステータスは主人公のレベルと搭乗する魔神、そして剣＆盾の装備で決まる。魔法の用法は攻撃、回復、逃走や強化など多岐にわたる。
RPGらしい探索とアクション要素を取り入れた戦闘のシステムは簡素ながら完成度が高い。それぞれの敵に応じた戦術を見つけられれば楽に勝てる反面、操作ミスが重なると苦戦につながり、バランス調整もよく練りこまれている。

### 備考
- ゲーム中に宿屋で中断するタイミング以外でリセットボタンを押すとクレジットやアイテムを紛失するペナルティがある（戦闘に敗れた後の同じメッセージが表示される）。
- ラストボスを倒すと、クリアしたデータにハートマークが付き、普通よりも敵が強くなるなど難易度の上がるハードモードが始まる。

## 設定

### ストーリー
第七界層へ向かう途中、ドアクダーの手によって別世界「中二界層」に飛ばされ離れ離れになったワタル一行。追っ手を振り切ろうとするも、この世界では力が半減してしまい囚われの身になってしまう。残された龍神丸は付近を通りがかっていた旅の少年に事情を説明し協力を求める。一時的に龍神丸のパートナーになった少年は、途中で散り散りになったワタルの仲間達と出会い、彼らの魔神を借りながらこの世界の平和とワタルを探す旅をする事となった。

### 舞台
コンチヤス平原
西方部にある虹の国の平原。
呪いの泉
回復の泉
虹の国
ミブル氷原
北西部に位置する平原。最後の塔及びその付近は格段に敵キャラが強いので注意。
港町シャバン
カガサスジャングル
ツキノ砂漠
この地域に出てくる敵キャラはBGMが変わる。
チャップス沼
風の国
最初に立ち寄ったときには建物がかなり小さく、一部入ることができない。
ダボード山脈
ラストダンジョン

## キャラクター

### 登場人物
主人公
この物語の主人公。現生界に住む普通の少年ではなく、神々の子孫として旅をする。龍神丸からのワタル救出の頼みを受け入れ、「中二界層」で跳梁跋扈する魔神相手に孤軍奮闘する。ゲーム序盤の特定のイベントで選んだ選択肢によって、エンディングでの後日談がわずかに変化する。
戦部ワタル
本編の主人公だが、今回はドアクダーの罠により捕まり、囚われの身になってしまう。彼の救出こそ旅の第一目標である。後半、主人公の手によって救出される。体を「呪いの泉」の瘴気によって小さくされ、直接戦うことはできないが龍神丸の能力を上げることができる。
剣部シバラク
ワタルの仲間の一人である剣豪。囚われたワタルを追って「中二界層」各地を放浪している。ワタルと同様この世界では本来の力を発揮できず、ブリキントン（ブリキンナイト）に負けてしまう程に弱体化している。
忍部ヒミコ
ワタルの仲間の一人である忍者の頭領。シバラクと別行動で囚われたワタルを探している。ある立ち寄った村の食料をすべて食べ尽くしてしまい、主人公にカガサスジャングルの奥にある食料貯蔵庫から食べ物を取ってきてくれるよう依頼する。何故か父親である幻龍斎は登場していない。
賢者サザビー
呪いの泉の管理人である賢者。
虹の国の国王
虹の国の王。
虹の国の王女
同国の姫君。ブリキンナイトに求婚を迫られている。
賢者リンクス
カガサスジャングルの奥地に住む賢者。「…の魔道書」の持ち主で、邂逅すると本来の「炎の魔道書」にしてくれる。

## 魔神

### 味方
龍神丸(RYUJINMARU)
元々はワタル専用の魔神だが、操縦者不在により主人公が搭乗する。最初から使用可能な魔神で性能は低めだが、ワタル救出後は本来の力を取り戻し、能力値が大幅に強化される。
戦神丸(SENJINMARU)
シバラク専用の侍魔神。「せんじんテレカ」を入手すると使用できるようになる。今回は武器が使えない関係上、剣と盾で攻撃する。
幻神丸(GENJINMARU)
ヒミコの魔神で、ヒミコの依頼を達成すると使用できるようになる。戦神丸と同様、専用武器では戦えない。
雷神丸(RAIJINMARU)
主人公オリジナルの魔神で、ある場所にいる主人公のご先祖様から譲り受ける。魔法に関係する「りりょく」の数値に関しては、龍王丸をも大きく上回る性能を持つ。
空神丸(KUJINMARU)
ドン・ゴロによって「さいごのとう」に囚われている。魂だけの存在から搭乗することはできないが、龍神丸をパワーアップさせるきっかけになる。
龍王丸(RYUOUMARU)
空神丸の魂を救出後、最終決戦に臨む際に龍神丸がパワーアップした姿。最後に入手する魔神で、総合的な能力としては全魔神中最強であるが、変形はできない。また、手に入れた時点で他の魔神は使用できなくなる。

### 敵
セカンドガン
西方にある洞窟に潜伏。
スケルバット
氷原へ繋がる洞窟に登場する緑色の魔神。雑魚キャラ扱いだが、一度倒すと二度と出てこない。
ギーガン
後ろにある触手のようなものに当たると、普通よりもダメージが大きくなる。
バトルゴリラⅢ号
頭にランチャーを搭載しており、こちらが近づくといきなり背後に向かってジャンプし、その直後にミサイルを3発放つ。
ハングリオン
近づくと突如目から矢を放つ。同種の魔神には目から氷や炎を放つものがある。
コンボス
ヘルライガー
ドラゴン
『ドラゴンタワー』頂上部で待ち構える。火炎一発でプレイヤーをダウン寸前まで追い詰める凶悪さを持つ。
ドンゴロ
『さいごのとう』で待ち構えるドン・ゴロ専用機。
ネオゴーストン
今回のラスボス。ワープを繰り返し、レーザー攻撃を繰り出す。一度倒すと、エンディングを迎え、再び戦うには一から始めないといけない。

## スタッフ
- ディレクター：税所義仁、西澤龍一
- プログラム：渡辺勉、石塚路志人
- キャラクター・デザイン：吉原正訓、盛岡三奈
- 音楽、効果音：坂本慎一
- プロデューサー：青山英治、川田忠之
- テクニカル・サポート：植山幹郎、小山俊典
- スペシャル・サンクス：菊地幸太、星崎直樹、鈴子裕美、栗原孝典

## 評価
ゲーム誌『ファミコン通信』の「クロスレビュー」では合計26点（満40点）、『ファミリーコンピュータMagazine』の読者投票による「ゲーム通信簿」での評価は以下の通りとなっており、19.41点（満30点）となっている。
| 項目 | キャラクタ | 音楽 | 操作性 | 熱中度 | お買得度 | オリジナリティ | 総合  |
| 得点 | 3.61       | 3.06 | 3.25   | 3.25   | 3.02     | 3.22           | 19.41 |